# René Mart
René Mart (ur. 10 listopada 1925 w Esch-sur-Alzette, zm. 2 sierpnia 1990) – luksemburski polityk i samorządowiec, wieloletni poseł i wiceprzewodniczący Izby Deputowanych, od 1980 do 1984 eurodeputowany I kadencji.

## Życiorys
Brat Marcela Marta, prezesa Europejskiego Trybunału Obrachunkowego. Zaangażował się w działalność polityczną w ramach Partii Demokratycznej. Od 1963 do 1980 był radnym miasta Esch-sur-Alzette. Przez wiele lat zasiadał w Izbie Deputowanych, w latach 1969–1989 pełnił funkcję jej wiceprzewodniczącego. Od 1969 do 1981 należał też do Zgromadzenia Parlamentarnego Rady Europy. W 1979 kandydował do Parlamentu Europejskiego, mandat uzyskał 26 listopada 1980 w miejsce Colette Flesch. Przystąpił do frakcji liberalno-demokratycznej, od 1982 do 1984 będąc jej wiceprzewodniczącym. Należał do Komisji ds. Kontroli Budżetu.
Jego córka Colette Mart została dziennikarką i pisarką.